# Jüdischer Friedhof (Bad Rappenau)

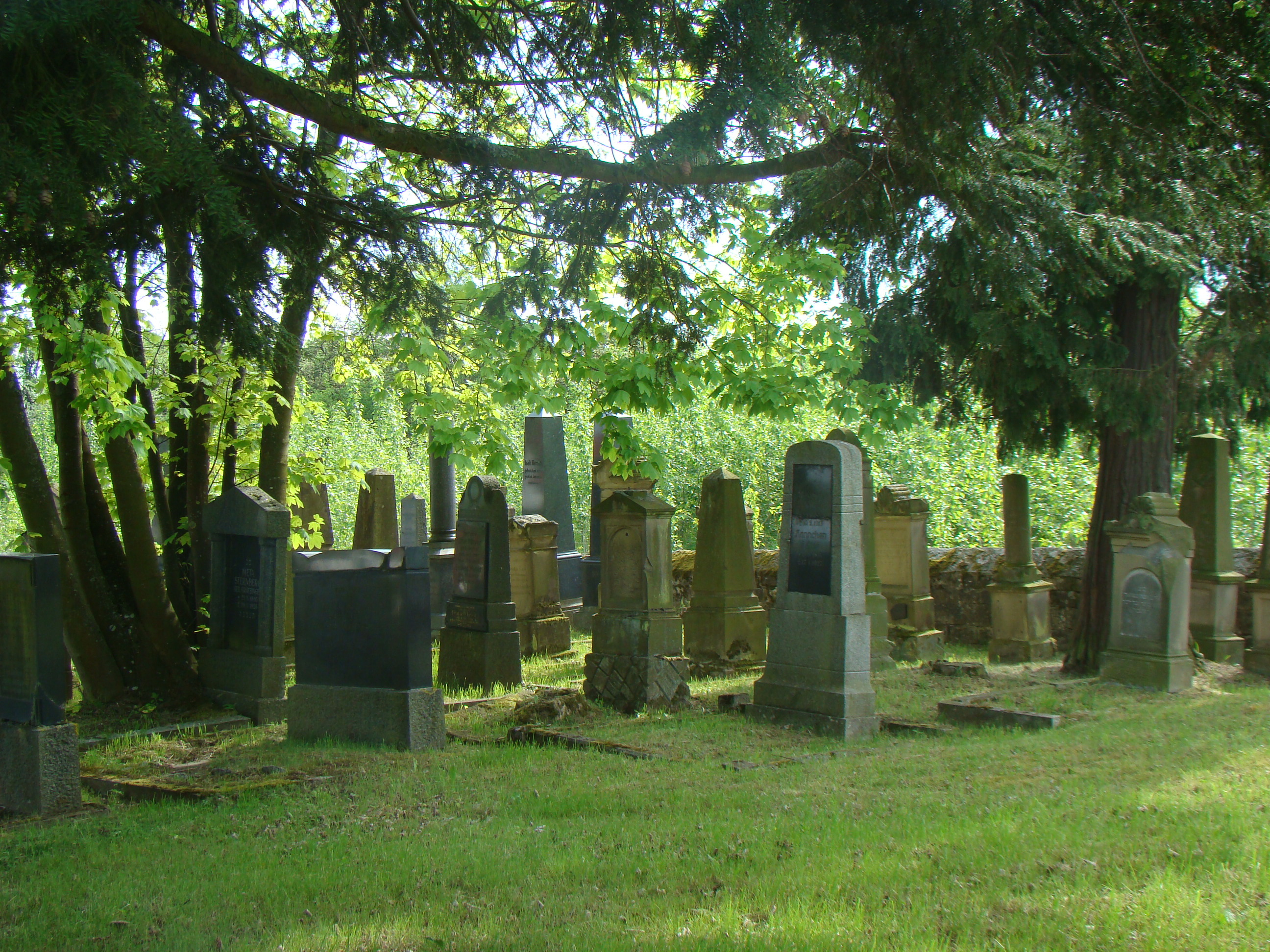
Grabsteine auf dem jüdischen Friedhof in Bad Rappenau

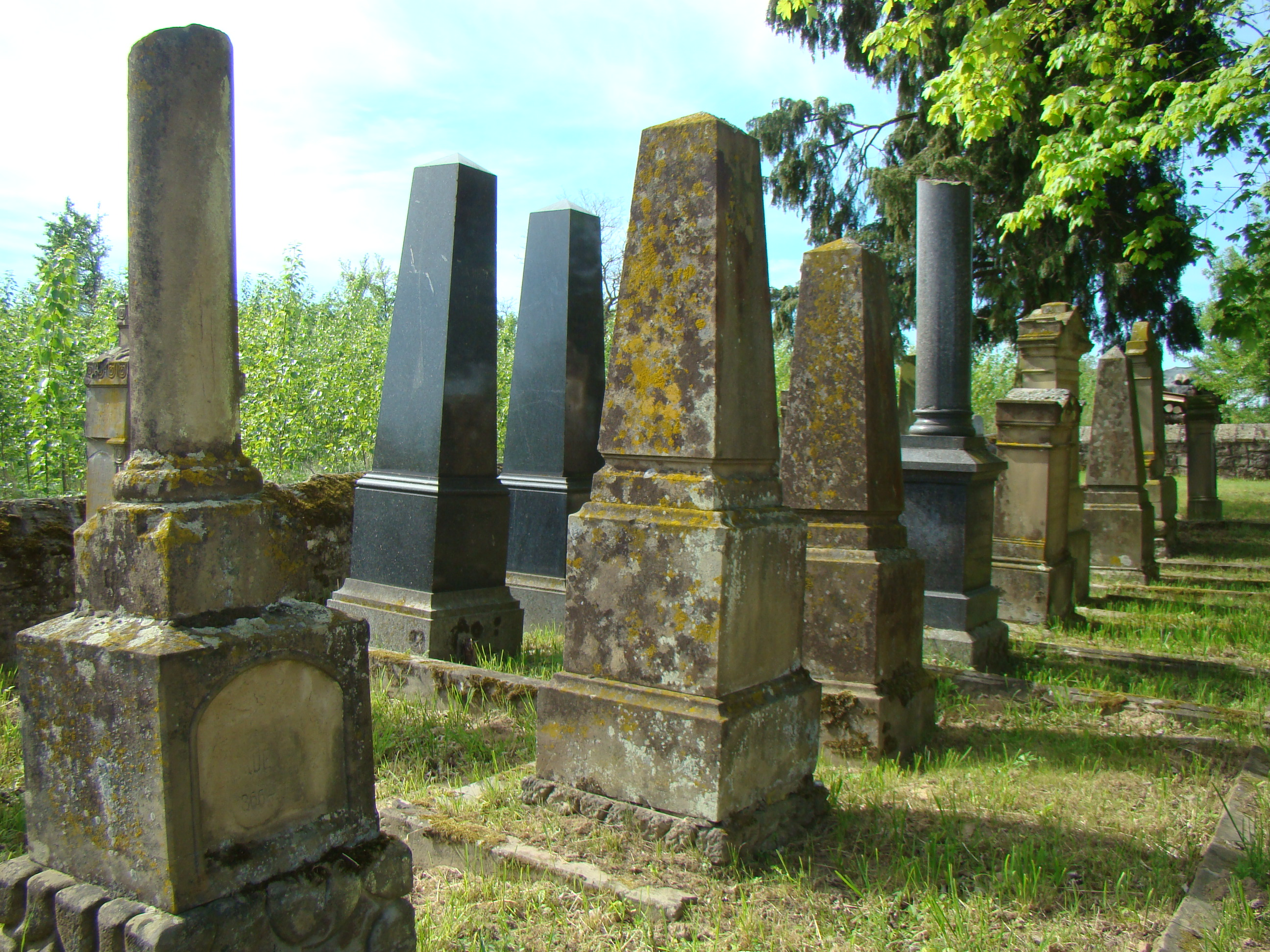
Unter den Grabmalen befinden sich auch mehrere abgebrochene Lebenssäulen

Der Jüdische Friedhof Bad Rappenau ist ein gut erhaltener jüdischer Friedhof in Bad Rappenau im Landkreis Heilbronn (Baden-Württemberg).
Der Friedhof an der Siegelsbacher Straße hat eine Größe von 479 m² und ist von einer kniehohen Mauer umgeben. Auf ihm befinden sich 49 Grabsteine (Mazewot). Der Friedhof wurde von 1881 bis 1944 belegt.

## Geschichte
Die Juden aus Bad Rappenau und aus weiteren 25 jüdischen Gemeinden in der Umgebung beerdigten ihre Toten seit dem 16. Jahrhundert auf dem jüdischen Friedhof in Heinsheim. Erst 1881 erhielt die Jüdische Gemeinde Bad Rappenau eine eigene Begräbnisstätte, wo auch Mitglieder der jüdischen Gemeinde Wimpfen bestattet wurden, bevor 1896 in Wimpfen ein eigener jüdischer Friedhof angelegt wurde.
Zu den auf dem Friedhof bestatteten Personen zählen Angehörige der Fabrikantenfamilien Grötzinger (Öl- und Fettwarenfabrik Grötzinger in Siegelsbach, heute Mann & Schröder) und Herbst (Korsettfabrik Herbst in Rappenau, heute Felina in Mannheim).
Auf dem Jüdischen Friedhof in Bad Rappenau wurden im Jahr 1944 einige Kinder von christlichen sowjetischen Zwangsarbeiterinnen sowie im Jahr 1945 vier bei der Blindgängerbergung umgekommene Häftlinge des KZ-Außenkommandos in der Saline Bad Rappenau begraben.